# جوزيف لارمور
السير جوزيف لارمور  (بالإنجليزية: Joseph Larmor)‏(11 يوليو 1857 - 19 مايو 1942) هو فيزيائي ورياضياتي بريطاني أحدث نقلة في فهم الكهرباء والديناميكا (ميكانيكا) والديناميكا حرارية.

## روابط خارجية
- جوزيف لارمور على موقع الموسوعة البريطانية (الإنجليزية)